# Gioacchino Federico di Schleswig-Holstein-Sonderburg-Plön
Gioacchino Federico di Schleswig-Holstein-Sonderburg-Plön (Magdeburgo, 9 maggio 1668 – Plön, 25 gennaio 1722) anche noto come Gioacchino Federico di Schleswig-Holstein-Plön, fu il terzo duca di Schleswig-Holstein-Sonderburg-Plön, un ducato creato dalla divisione del ducato di Schleswig-Holstein-Sonderburg.

## Biografia
Nacque a Magdeburgo il 9 maggio 1668, e in origine proveniva dall'insignificante ramo della famiglia Plön, una linea collaterale di Schleswig-Holstein-Nordborg, con sede al Castello di Nordborg sull'isola di Alsen, essa stessa formata da una divisione dell'eredità del primo duca di Plön, Gioacchino Ernesto nel 1671. Era il primo figlio maschio di Augusto, Duca di Schleswig-Holstein-Sonderburg-Plön-Norburg (1635-1699) e di sua moglie, Elisabetta Carlotta di Anhalt-Harzgerode (1647-1723).
Quando il Duca di Plön in carica, Giovanni Adolfo, morì nel 1704, pochi giorni dopo il suo figlio, Adolfo Augusto, rimase ucciso in un incidente a cavallo, la linea maschile di Plön poteva continuare soltanto attraverso Leopoldo Augusto, nipote di Giovanni Adolfo e figlio di Adolfo Augusto. Leopoldo Augusto morì da bambino a quattro anni nel 1706, e il diritto di base per l'eredità di Plon passò di conseguenza a Gioacchino Federico. Gioacchino Federico stesso non aveva eredi maschi quando morì a Plön il 25 gennaio 1722, profondamente indebitato. Il castello di Plön, la residenza ancestrale dei duchi di Plön, rimase vuoto per sette anni ed alcuni mobili furono venduti; la casata reale danese amministrò il ducato durante questo periodo.
Sette anni dopo la morte del Duca Gioacchino Federico, Federico Carlo, il figlio nato dal matrimonio morganatico del fratello del defunto duca, Cristiano Carlo, fu nominato quarto Duca di Plön. Egli si sarebbe rivelato essere l'ultimo.

## Famiglia
Gioacchino Federico si sposò due volte. La sua prima moglie, Maddalena Giuliana del Palatinato-Birkenfeld-Gelnhausen, che egli sposò nel 1704 dopo essere diventato Duca di Plön, era una figlia di Giovanni Carlo, Conte Palatino di Gelnhausen (1686-1720). Gioacchino Federico e Maddalena Giuliana ebbero quattro figlie femmine:
- Carlotta Amalia (1709-1787), che diventò sua nell'Abbazia di Gandersheim
- Elisabetta Giuliana (*1711)
- Dorotea Augusta Federica (1712-1765), che diventò sua nell'Abbazia di Gandersheim
- Cristiana Luisa (1713–1778)

sposò nel 1735 il Conte Alberto Luigi Federico di Hohenlohe-Weikersheim (1716–1744)
sposò nel 1749 il Principe Luigi Federico di Sassonia-Hildburghausen.
Il 17 febbraio 1721, Gioacchino Federico sposò la sua seconda moglie, Giuliana Luisa (1698–1740), una figlia di Cristiano Eberardo, Principe della Frisia orientale. Ella abortì il loro unico figlio, il 28 maggio 1722, quattro mesi dopo la morte di Gioacchino Federico.

## Ascendenza
|                                                                  |                                              |                                                      | Genitori                                        |  |  | Nonni |  |  | Bisnonni                                         |  |  | Trisnonni                          |  |
|                                                                  |                                              |                                                      |                                                 |  |  |       |  |  | 8. Johann, duca di Schleswig-Holstein-Sonderburg |  |  | 16. Christian III, re di Danimarca |  |
|                                                                  |                                              |                                                      |                                                 |  |  |       |  |  | 8. Johann, duca di Schleswig-Holstein-Sonderburg |  |  | 16. Christian III, re di Danimarca |  |
|                                                                  |                                              | 17. Dorothea von Sachsen-Lauenburg                   |                                                 |  |  |       |  |  | 8. Johann, duca di Schleswig-Holstein-Sonderburg |  |  |                                    |  |
| 4. Joachim Ernst, duca di Schleswig-Holstein-Sonderburg-Plön     |                                              |                                                      |                                                 |  |  |       |  |  | 8. Johann, duca di Schleswig-Holstein-Sonderburg |  |  |                                    |  |
|                                                                  |                                              | 9. Agnes Hedwig von Anhalt                           | 18. Joachim Ernst, principe di Anhalt           |  |  |       |  |  |                                                  |  |  |                                    |  |
|                                                                  |                                              | 9. Agnes Hedwig von Anhalt                           | 18. Joachim Ernst, principe di Anhalt           |  |  |       |  |  |                                                  |  |  |                                    |  |
|                                                                  |                                              | 9. Agnes Hedwig von Anhalt                           | 19. Eleonore von Württemberg                    |  |  |       |  |  |                                                  |  |  |                                    |  |
| 2. August, duca di Schleswig-Holstein-Sonderburg-Norburg-Plön    |                                              | 9. Agnes Hedwig von Anhalt                           |                                                 |  |  |       |  |  |                                                  |  |  |                                    |  |
|                                                                  |                                              | 10. Johann Adolf, duca di Schleswig-Holstein-Gottorp | 20. Adolf I, duca di Schleswig-Holstein-Gottorp |  |  |       |  |  |                                                  |  |  |                                    |  |
|                                                                  |                                              | 10. Johann Adolf, duca di Schleswig-Holstein-Gottorp | 20. Adolf I, duca di Schleswig-Holstein-Gottorp |  |  |       |  |  |                                                  |  |  |                                    |  |
|                                                                  |                                              | 10. Johann Adolf, duca di Schleswig-Holstein-Gottorp | 21. Christine von Hessen                        |  |  |       |  |  |                                                  |  |  |                                    |  |
| 5. Dorothea Auguste von Schleswig-Holstein-Gottorf               |                                              | 10. Johann Adolf, duca di Schleswig-Holstein-Gottorp |                                                 |  |  |       |  |  |                                                  |  |  |                                    |  |
|                                                                  |                                              | 11. Augusta af Danmark                               | 22. Frederik II, re di Danimarca                |  |  |       |  |  |                                                  |  |  |                                    |  |
|                                                                  |                                              | 11. Augusta af Danmark                               | 22. Frederik II, re di Danimarca                |  |  |       |  |  |                                                  |  |  |                                    |  |
|                                                                  |                                              | 11. Augusta af Danmark                               | 23. Sophie von Mecklenburg-Güstrow              |  |  |       |  |  |                                                  |  |  |                                    |  |
| 1. Joachim Friedrich, duca di Schleswig-Holstein-Sonderburg-Plön |                                              | 11. Augusta af Danmark                               |                                                 |  |  |       |  |  |                                                  |  |  |                                    |  |
|                                                                  | 12. Christian I, principe di Anhalt-Bernburg | 24. Joachim Ernst, principe di Anhalt (= 18)         |                                                 |  |  |       |  |  |                                                  |  |  |                                    |  |
|                                                                  | 12. Christian I, principe di Anhalt-Bernburg | 24. Joachim Ernst, principe di Anhalt (= 18)         |                                                 |  |  |       |  |  |                                                  |  |  |                                    |  |
|                                                                  | 12. Christian I, principe di Anhalt-Bernburg | 25. Agnes von Barby-Mühlingen                        |                                                 |  |  |       |  |  |                                                  |  |  |                                    |  |
| 6. Friedrich, principe di Anhalt-Harzgerode                      | 12. Christian I, principe di Anhalt-Bernburg |                                                      |                                                 |  |  |       |  |  |                                                  |  |  |                                    |  |
|                                                                  |                                              | 13. Anna von Bentheim-Tecklenburg                    | 26. Arnold III, conte di Bentheim-Tecklenburg   |  |  |       |  |  |                                                  |  |  |                                    |  |
|                                                                  |                                              | 13. Anna von Bentheim-Tecklenburg                    | 26. Arnold III, conte di Bentheim-Tecklenburg   |  |  |       |  |  |                                                  |  |  |                                    |  |
|                                                                  |                                              | 13. Anna von Bentheim-Tecklenburg                    | 27. Magdalena von Neuenahr-Alpen                |  |  |       |  |  |                                                  |  |  |                                    |  |
| 3. Elisabeth Charlotte von Anhalt-Harzgerode                     |                                              | 13. Anna von Bentheim-Tecklenburg                    |                                                 |  |  |       |  |  |                                                  |  |  |                                    |  |
|                                                                  |                                              | 14. Johann Ludwig, principe di Nassau-Hadamar        | 28. Johann VI, conte di Nassau-Dillenburg       |  |  |       |  |  |                                                  |  |  |                                    |  |
|                                                                  |                                              | 14. Johann Ludwig, principe di Nassau-Hadamar        | 28. Johann VI, conte di Nassau-Dillenburg       |  |  |       |  |  |                                                  |  |  |                                    |  |
|                                                                  |                                              | 14. Johann Ludwig, principe di Nassau-Hadamar        | 29. Johannetta von Sayn-Wittgenstein            |  |  |       |  |  |                                                  |  |  |                                    |  |
| 7. Johanna Elisabeth von Nassau-Hadamar                          |                                              | 14. Johann Ludwig, principe di Nassau-Hadamar        |                                                 |  |  |       |  |  |                                                  |  |  |                                    |  |
|                                                                  |                                              | 15. Ursula zur Lippe                                 | 30. Simon VI, conte di Lippe                    |  |  |       |  |  |                                                  |  |  |                                    |  |
|                                                                  |                                              | 15. Ursula zur Lippe                                 | 30. Simon VI, conte di Lippe                    |  |  |       |  |  |                                                  |  |  |                                    |  |
|                                                                  |                                              | 15. Ursula zur Lippe                                 | 31. Elisabeth von Schaumburg-Holstein           |  |  |       |  |  |                                                  |  |  |                                    |  |
|                                                                  |                                              | 15. Ursula zur Lippe                                 |                                                 |  |  |       |  |  |                                                  |  |  |                                    |  |